# Pichonia lecomtei
Pichonia lecomtei là một loài thực vật có hoa trong họ Hồng xiêm. Loài này được (Guillaumin) T.D.Penn. miêu tả khoa học đầu tiên năm 1991.